# Barbados op de Olympische Zomerspelen 2004
Barbados nam deel aan de Olympische Zomerspelen 2004 in Athene, Griekenland. Vier jaar eerder won Barbados zijn allereerste olympische medaille; brons. Aan die prestatie werd in Athene geen vervolg gegeven.

## Deelnemers en resultaten

### Atletiek
| Olympiër         | Discipline      | Resultaat | Prestatie                                                                                       |
| ---------------- | --------------- | --------- | ----------------------------------------------------------------------------------------------- |
| Obadele Thompson | 100m (m)        | 7e        | serie 4: 2e in 10,08 kwartfinale 2: 2e in 10,12 halve finale 1: 4e in 10,22 finale: 7e in 10,10 |
| Stephen Jones    | 110m horden (m) | 28e       | serie 5: 4e in 13,56 (NR) kwartfinale 2: 6e in 13,85                                            |
|                  |                 |           |                                                                                                 |
| Andrea Blackett  | 400m horden (v) | 26e       | serie 5: 6e in 56,49                                                                            |

### Judo
| Olympiër           | Discipline | Resultaat | Prestatie                                       |
| ------------------ | ---------- | --------- | ----------------------------------------------- |
| Barry Kirk Jackman | -100kg (m) | 21e       | 1e ronde: vrij 2e ronde: V van AUS Kelly: ippon |

### Schietsport
| Olympiër        | Discipline | Resultaat | Prestatie                                         |
| --------------- | ---------- | --------- | ------------------------------------------------- |
| Michael Maskell | skeet (m)  | 31e       | kwalificatie: 31e met 117 punten (23-23-23-23-25) |

### Wielersport
| Olympiër    | Discipline | Resultaat | Prestatie |
| ----------- | ---------- | --------- | --- |
| Barry Forde | sprint (m) | 6e        | kwalificatie: 13e in 10,597 1e ronde: V van GBR Edgar 1e ronde herkansingen: 1e 2e ronde: V van GER Wolff 2e ronde herkansingen: 1e kwartfinale: V van AUS Bayley: 0-2 plaats 5-8: 2e |

### Zwemmen
| Olympiër         | Discipline          | Resultaat | Prestatie              |
| ---------------- | ------------------- | --------- | ---------------------- |
| Damian Alleyne   | 100m vrije slag (m) | 48e       | serie 3: 4e in 51,89   |
| Damian Alleyne   | 200m vrije slag (m) | 34e       | serie 4: 3e in 1.52,89 |
| Bradley Ally     | 100m schoolslag (m) | 41e       | serie 4: 5e in 1.04,71 |
| Bradley Ally     | 200m schoolslag (m) | 35e       | serie 1: 1e in 2.18,64 |
| Bradley Ally     | 200m wisselslag (m) | 23e       | serie 4: 4e in 2.03,29 |
| Bradley Ally     | 400m wisselslag (m) | 25e       | serie 2: 4e in 4.24,70 |
|                  |                     |           |                        |
| Damian Alleyne   | 50m vrije slag (v)  | 56e       | serie 4: 4e in 23,90   |
| Nicholas Neckles | 100m rugslag (v)    | 25e       | serie 2: 1e in 56,23   |
| Nicholas Neckles | 200m rugslag (v)    | 23e       | serie 2: 3e in 2.02,84 |

Afghanistan · Albanië · Algerije · Amerikaanse Maagdeneilanden · Amerikaans-Samoa · Andorra · Angola · Antigua en Barbuda · Argentinië · Armenië · Aruba · Australië · Azerbeidzjan · Bahama's · Bahrein · Bangladesh · Barbados · België · Belize · Benin · Bermuda · Bhutan · Bolivia · Bosnië en Herzegovina · Botswana · Brazilië · Britse Maagdeneilanden · Brunei · Bulgarije · Burkina Faso · Burundi · Cambodja · Canada · Centraal-Afrikaanse Republiek · Chili · China · Chinees Taipei · Colombia · Comoren · Congo-Brazzaville · Congo-Kinshasa · Cookeilanden · Costa Rica · Cuba · Cyprus · Denemarken · Djibouti · Dominica · Dominicaanse Republiek · Duitsland · Ecuador · Egypte · El Salvador · Equatoriaal-Guinea · Eritrea · Estland · Ethiopië · Fiji · Filipijnen · Finland · Frankrijk · Gabon · Gambia · Georgië · Ghana · Grenada · Griekenland · Groot-Brittannië · Guam · Guatemala · Guinee · Guinee‑Bissau · Guyana · Haïti · Honduras · Hongarije · Hongkong · Ierland · IJsland · India · Indonesië · Irak · Iran · Israël · Italië · Ivoorkust · Jamaica · Japan · Jemen · Jordanië · Kaaimaneilanden · Kaapverdië · Kameroen · Kazachstan · Kenia · Kirgizië · Kiribati · Koeweit · Kroatië · Laos · Lesotho · Letland · Libanon · Liberia · Libië · Liechtenstein · Litouwen · Luxemburg · Macedonië · Madagaskar · Malawi · Malediven · Maleisië · Mali · Malta · Marokko · Mauritanië · Mauritius · Mexico · Micronesië · Moldavië · Monaco · Mongolië · Mozambique · Myanmar · Namibië · Nauru · Nederland · Nederlandse Antillen · Nepal · Nicaragua · Nieuw-Zeeland · Niger · Nigeria · Noord-Korea · Noorwegen · Oeganda · Oekraïne · Oezbekistan · Oman · Oostenrijk · Oost‑Timor · Pakistan · Palau · Palestina · Panama · Papoea-Nieuw-Guinea · Paraguay · Peru · Polen · Portugal · Puerto Rico · Qatar · Roemenië · Rusland · Rwanda · Saint Kitts en Nevis · Saint Lucia · Saint Vincent en Grenadines · Salomonseilanden · Samoa · San Marino · Sao Tomé en Principe · Saoedi-Arabië · Senegal · Servië en Montenegro · Seychellen · Sierra Leone · Singapore · Slovenië · Slowakije · Soedan · Somalië · Spanje · Sri Lanka · Suriname · Swaziland · Syrië · Tadzjikistan · Tanzania · Thailand · Togo · Tonga · Trinidad en Tobago · Tsjaad · Tsjechië · Tunesië · Turkije · Turkmenistan · Uruguay · Vanuatu · Venezuela · Verenigde Arabische Emiraten · Verenigde Staten · Vietnam · Wit-Rusland · Zambia · Zimbabwe · Zuid-Afrika · Zuid-Korea · Zweden · Zwitserland